# Klecewko
Klecewko is een plaats in het Poolse district  Kwidzyński, woiwodschap Pommeren. De plaats maakt deel uit van de gemeente Ryjewo en telt 100 inwoners.